# Katyn (plaats)
Katyn (Russisch: Катынь; Pools: Katyń) is een dorp (selo) in de oblast Smolensk in het westen van Rusland. Het bevindt zich ongeveer 20 km ten westen van de stad Smolensk en 60 km van de Wit-Russische grens. Het dorp heeft over een station aan de internationale spoorlijn Berlijn-Warschau-Minsk-Moskou.

## Geschiedenis

### Bloedbad van Katyn
In de nabijheid van het dorp ligt het bos van Katyn waar tijdens de Tweede Wereldoorlog het bloedbad van Katyn heeft plaatsgevonden, waarbij Poolse legerofficieren en burgers werden vermoord.

### Vliegtuigramp
Op 10 april 2010 stortte een Pools regeringsvliegtuig neer op de militaire basis van Smolensk. Alle inzittenden kwamen bij het ongeluk om het leven, onder wie president Lech Kaczyński, diens vrouw en verscheidene andere hoogwaardigheidsbekleders. De Poolse delegatie zou een herdenking bijwonen van het bloedbad van Katyn.